# أميريكو أموريم
أميريكو أموريم (بالبرتغالية: Américo Amorim) هو رائد أعمال برتغالي، ولد في 21 يوليو 1934 في Mozelos (Santa Maria da Feira) ‏ في البرتغال، وتوفي في 13 يوليو 2017 في Grijó (Vila Nova de Gaia) ‏ في البرتغال.